# ویکی‌رنک
ویکی‌رنک (به انگلیسی: Wikirank) یک سامانه برای بررسی آمار و امتیازات مقالات ویکی‌پدیا در سطح جهانی و محلی است.